# Hưng Thành (phường)
Hưng Thành là một phường thuộc thành phố Tuyên Quang, tỉnh Tuyên Quang, Việt Nam.

## Địa lý
Phường Hưng Thành có vị trí địa lý:
- Phía đông giáp phường Nông Tiến
- Phía đông nam giáp phường An Tường
- Phía đông bắc giáp phường Tân Quang
- Phía tây giáp xã Kim Phú
- Phía bắc giáp phường Ỷ La.

Phường Hưng Thành có diện tích 4,38 km², dân số năm 2022 là 8.439 người, mật độ dân số đạt 1.926 người/km².
Quốc lộ 2 và Quốc lộ 37 giao nhau tại địa bàn phường Hưng Thành. Phường giáp với sông Lô ở một đoạn phía đông.

## Hành chính
Phường Hưng Thành được chia thành 10 tổ dân phố: 1, 2, 3, 4, 5, 6, 7, 8, 9, 10.

## Lịch sử
Ngày 30 tháng 4 năm 1965, Bộ Nội vụ ban hành Quyết định số 155-NV về việc thành lập xã Hưng Thành thuộc huyện Yên Sơn trên cơ sở 10 xóm: Phú Hưng, Tỉnh Húc, Bình An, Ngọc Kim, Tân Kiều, Tân Thành, Cây Đa, Đông Sơn A, Đông Sơn B, Tân Long của xã An Tường.
Ngày 26 tháng 7 năm 1968, Hội đồng Chính phủ ban hành Quyết định số 119-CP về việc chuyển xã Hưng Thành thuộc huyện Yên Sơn về thị xã Tuyên Quang quản lý.
Ngày 27 tháng 12 năm 1975, Quốc hội ban hành Nghị quyết về việc thành lập tỉnh Hà Tuyên trên cơ sở tỉnh Tuyên Quang và tỉnh Hà Giang. Khi đó, xã Hưng Thành thuộc thị xã Tuyên Quang, tỉnh Hà Tuyên.
Ngày 12 tháng 8 năm 1991, Quốc hội ban hành Nghị quyết về việc chia tỉnh Hà Tuyên thành tỉnh Tuyên Quang và tỉnh Hà Giang. Khi đó, xã Hưng Thành thuộc thị xã Tuyên Quang, tỉnh Tuyên Quang.
Ngày 3 tháng 9 năm 2008, Chính phủ ban hành Nghị định số 99/2008/NĐ-CP về việc thành lập phường Hưng Thành trên cơ sở toàn bộ 479,79 ha diện tích tự nhiên và 6.289 nhân khẩu của xã Hưng Thành.
Ngày 2 tháng 7 năm 2010, Chính phủ ban hành Nghị quyết số 27/NQ-CP về việc thành lập thành phố Tuyên Quang thuộc tỉnh Tuyên Quang. Phường Hưng Thành trực thuộc thành phố Tuyên Quang.
Tính đến ngày 31 tháng 12 năm 2010, phường Hưng Thành có 22 tổ dân phố: 1, 2, 3, 4, 5, 6, 7, 8, 9, 10, 11, 12, 13, 14, 15, 16, 17, 18, 19, 20, 21, 22.
Ngày 19 tháng 3 năm 2019, HĐND tỉnh Tuyên Quang ban hành Nghị quyết 02/NQ-HĐND về việc: 
- Sáp nhập tổ dân phố 2 và tổ dân phố 3 vào tổ dân phố 1.
- Thành lập tổ dân phố 2 trên cơ sở tổ dân phố 21 và tổ dân phố 22.
- Thành lập tổ dân phố 3 trên cơ sở tổ dân phố 19.
- Sáp nhập tổ dân phố 5 và tổ dân phố 6 vào tổ dân phố 4.
- Thành lập tổ dân phố 5 trên cơ sở tổ dân phố 7 và tổ dân phố 8.
- Thành lập tổ dân phố 6 trên cơ sở tổ dân phố 9 và tổ dân phố 10.
- Thành lập tổ dân phố 7 trên cơ sở 3 tổ dân phố: 11, 12, 13.
- Thành lập tổ dân phố 8 trên cơ sở tổ dân phố 14 và tổ dân phố 15.
- Thành lập tổ dân phố 9 trên cơ sở 3 tổ dân phố: 16, 17, 18.
- Thành lập tổ dân phố 10 trên cơ sở tổ dân phố 20.

Phường Hưng Thành có 10 tổ dân phố: 1, 2, 3, 4, 5, 6, 7, 8, 9, 10.